# I Lituani
I Lituani è un'opera di Amilcare Ponchielli su libretto di Antonio Ghislanzoni. Debuttò con successo al Teatro alla Scala di Milano il 7 marzo 1874.
Nell'occasione il cast era composto dal tenore Luigi Bolis, dal soprano Antonietta Fricci, dal baritono Francesco Pandolfini e dal basso Giulio Petit. Sul podio Franco Faccio.
Una nuova versione andò in scena nello stesso teatro il 6 marzo 1875. L'opera fu modificata un'ultima volta in vista di una rappresentazione a San Pietroburgo, il 20 novembre 1884.

## Edizioni discografiche

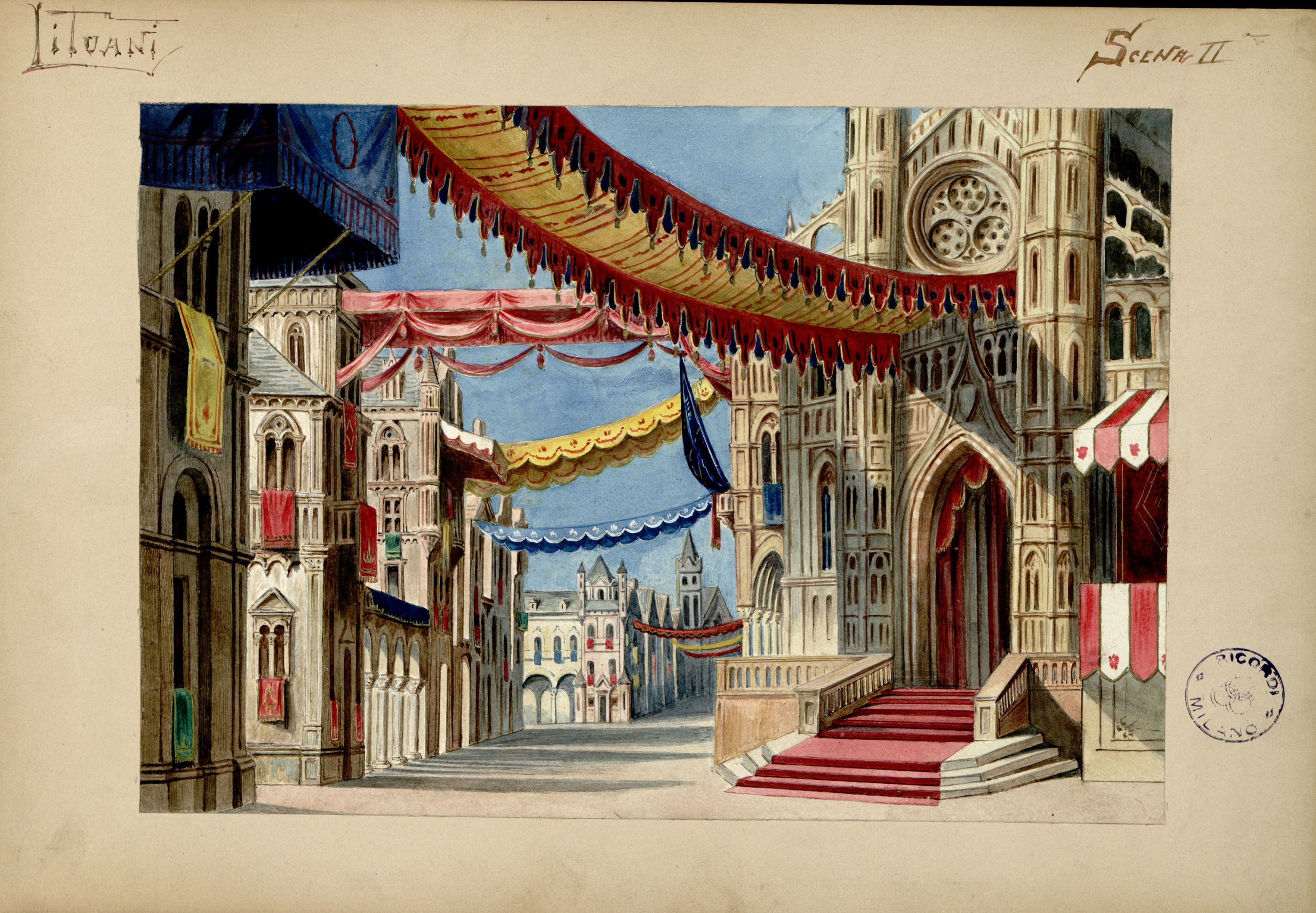
La piazza della Cattedrale a Marienburgo, bozzetto per I Lituani, atto 1 scena 2 (1874). Archivio Storico Ricordi.

- Gianandrea Gavazzeni (direttore), orchestra e coro della RAi di Torino, Ottavio Garaventa (Walter/Corrado), Yasuko Hayashi (Aldona), Alessandro Cassis (Arnoldo), Carlo De Bortoli (Albano), Ambrogio Riva (Vitoldo), Susanna Ghione (un menestrello), registrazione del 6 maggio 1979 (dal vivo: trasmissione radiofonica), ristampata su CD da Bongiovanni (GB 2390/91-2).